# Opisthosyllis convexa
Opisthosyllis convexa är en ringmaskart som beskrevs av Lee och Rho 1994. Opisthosyllis convexa ingår i släktet Opisthosyllis och familjen Syllidae. Inga underarter finns listade i Catalogue of Life.